# Fengxian (häradshuvudort i Kina)
Fengxian är en häradshuvudort i Kina. Den ligger i provinsen Jiangsu, i den östra delen av landet, omkring 360 kilometer nordväst om provinshuvudstaden Nanjing.
Runt Fengxian är det tätbefolkat, med 819 invånare per kvadratkilometer. Det finns inga andra samhällen i närheten. Trakten runt Fengxian består till största delen av jordbruksmark.
Genomsnittlig årsnederbörd är 832 millimeter. Den regnigaste månaden är juli, med i genomsnitt 219 mm nederbörd, och den torraste är januari, med 8 mm nederbörd.